# Chiesa di Santa Maria 'e Contra
La chiesa di Santa Maria 'e Contra è una chiesa campestre situata in territorio di Cargeghe, centro abitato della Sardegna nord-occidentale. Consacrata al culto cattolico, fa parte della parrocchia dei Santi Quirico e Giulitta, arcidiocesi di Sassari.

La chiesa era compresa nella curatoria di Ploaghe ed era una dipendenza della basilica di Saccargia; il titolo "Sancte Mariae in Contra" è menzionato fra i possessi sardi di San Salvatore di Camaldoli a partire dal 1125. È considerata la più piccola chiesa romanica della Sardegna.
L'edificio ha un impianto mononavato con abside orientata. La costruzione rientra in quelli che sono i canoni costruttivi dello stile romanico: in particolare si può ipotizzare una influenza delle maestranze attive nelle vicine curatorie di Ploaghe e Goceano intorno alla  seconda metà del XII secolo.
La fabbrica è in cantoni calcarei di media pezzatura. Nel prospetto orientale, sormontante l'ingresso, si trova una piccola finestra cruciforme, se ne trova una simile anche al lato orientale della navata, immediatamente sopra l'abside. In ogni fianco e nell'abside sono presenti delle monofore a doppio strombo con centina ogivale. La facciata è sormontata da un campanile a vela, il portale è realizzato con stipiti in blocchi monolitici e arco di scarico rialzato di un concio. Da notare la presenza di due mensole per il sostegno di quella che doveva essere una tettoia o un portico ligneo sopra lo stesso portale.

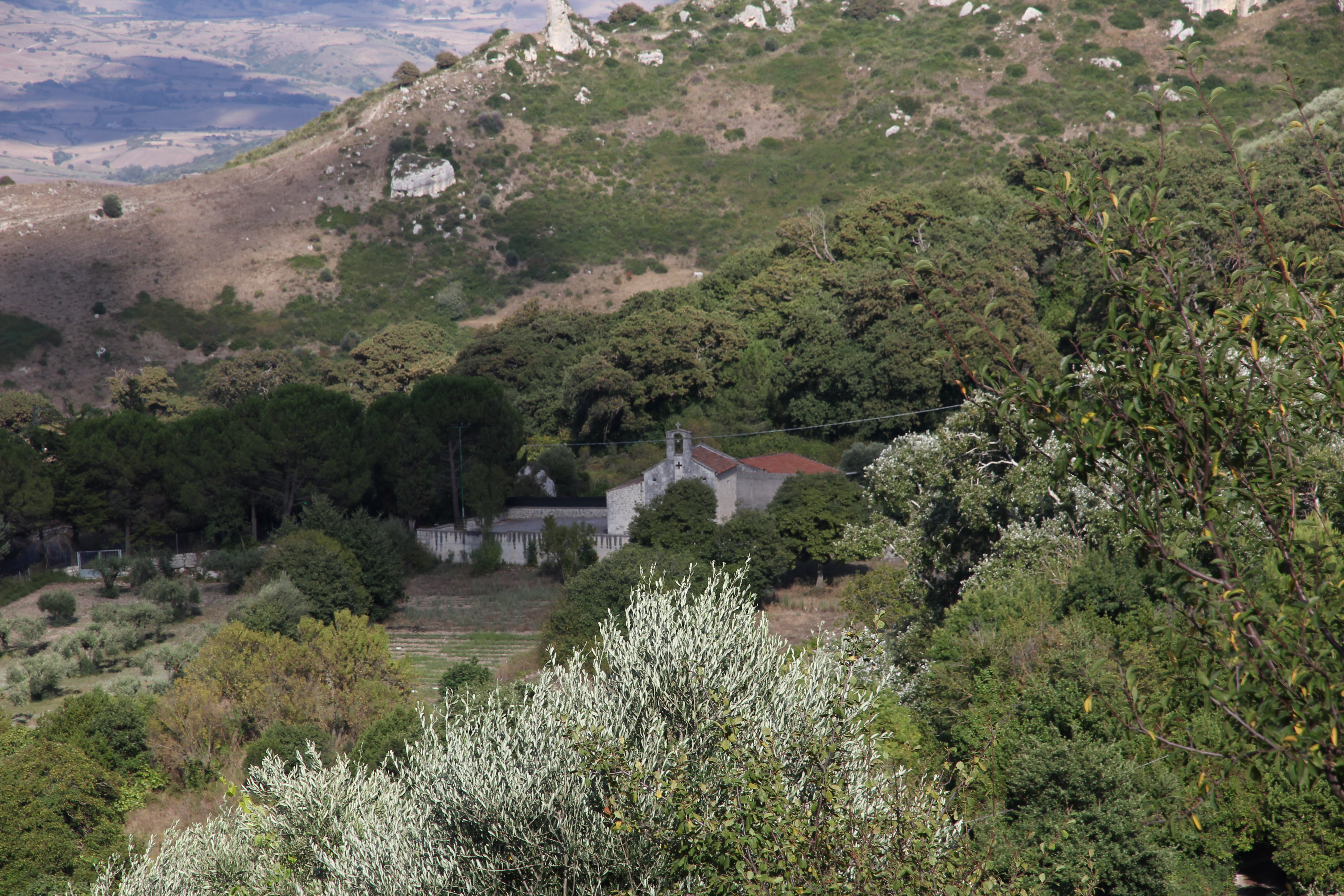